# الخلل
الخلل (ماویه) (به عربی: الخلل) یک منطقهٔ مسکونی در یمن است که در ناحیه ماویه واقع شده‌است. الخلل  ۶۶۵ نفر جمعیت دارد.